# بچه‌های مردم (فیلم ۱۹۵۸)
بچه‌های مردم (گرجی: სხვისი შვილები) یک فیلم سیاه و سفید گرجستانی در سبک درام با مضمون اجتماعی است که در سال ۱۹۵۸ ساخته شد.